# Victor Ekani
Victor Sylvestre Mpindi Ekani (27 febbraio 1997) è un calciatore camerunese, centrocampista del Vendsyssel.

## Carriera
Ha giocato nella prima divisione danese.

## Palmarès

### Club

#### Competizioni nazionali
- Coppa di Danimarca: 1

SønderjyskE: 2019-2020